# Atotonilco el Grande
Atotonilco el Grande è un comune del Messico, situato nello stato di Hidalgo.